# Кумбурлар (вилает Лозенград)
Кумбурлар или Камбурлар (на турски: Kumrular) е село в Източна Тракия, Турция, Околия Бабаески, Вилает Лозенград (Къркларели).

## География
Селото се намира на 25 километра южно от Лозенград.

## История
В XIX век Кумбурлар е българско село в Бабаескийска кааза на Одринския вилает на Османската империя. Според „Етнография на вилаетите Адрианопол, Монастир и Салоника“, издадена в Константинопол в 1878 година и отразяваща статистиката на населението от 1873 година, Кумрутар (Coumroutar) има 48 домакинства и 226 българи.
Според статистиката на професор Любомир Милетич в 1913 година в селото живеят 45 гръцки семейства.
При избухването на Балканската война в 1912 година двамa души от Камбурлар са доброволци в Македоно-одринското опълчение.

## Личности
Родени в Кумбурлар
- Атанас Кириази, македоно-одрински опълченец, 1 рота на 2 скопсла дружина[4]
- Атанас Кирпар Костадинов, македоно-одрински опълченец, 1 рота на 2 скопсла дружина[5]